# Эдвардс, Хью (учёный)
Хью Эдвардс англ. Huw D. Edwards (1925 года, Бинея, Кармартеншир, Уэллс — 20 ноября 2003 года, Аберистуит) — английский учёный в области механики и физики горения. Заслуженный профессор Университета Уэльса.

## Биография
Окончил Университет Уэльса (с отличием), первую учёную степень по физике получил в 1946 году.
Защитил докторскую диссертацию «Определение давления в детонационных волнах в различных взрывоопасных смесях» в 1949 году.
Работал в Кембридже, занимался теорией фильтрации и изучением потенциальных течений в пористых средах.
В 1954 году возвратился в Университет Уэльса (Аберистуит) и продолжил работы по исследованию газовой детонации как научный сотрудник, доцент с 1965 года.
Активный участник создания 1967 году, вместе с профессорами Н. Мансоном, Э. К. Оппенгеймом и Р. И. Солоухиным ICDERS (англ. the International Committee on Gasdynamics of Explosions and Reactive Systems). Входил в международный комитет этой организации и активно участвовал в его заседаниях вплоть до своей отставки.
В 1981 году основал UKELG (Великобританскую контактную группу по исследованию взрыва), был её председателем, а затем почётным президентом до конца жизни. UKELG на протяжении многих лет выступает в качестве единственного неформального регулярно собирающегося в Великобритании форума для обмена информацией в области научных исследований взрыва..
В последние годы жизни страдал от болезни Паркинсона.
С 1989 года — на пенсии.

## Научные интересы
Опубликовал более 50 научных работ.
Его научные результаты выдержали испытание временем — самая высокая награда для работы учёного.

## Педагогическая деятельность
Научный руководитель 29 кандидатских диссертаций

## Память
Институтом физики (Institute of Physics — IoP, Лондон) учреждена и вручается ежегодная премия имени Эдвардса за выдающийся вклад в физику горения. Размер премии составляет £ 250, лауреатам выдается диплом.

## Награды и звания
1983 — Награждён Медалью Нумы Мансона за «выдающийся вклад в газодинамику взрывов и реагирующих систем, особенно за достижения в изучении ударных и детонационных волн». Вскоре после этого университет Уэллса присудил ему личную позицию по физике (Personal Chair in Physics).